# 도널드 믹
도널드 믹(Donald Meek, 1878년 7월 14일 ~ 1946년 11월 18일)은 영국의 배우, 연극배우, 영화배우이다.

## 영화
- 마법의 도시 (1947년)
- 비코즈 오브 힘 (1946년)
- 어느 박람회장에서 생긴 일 (1945년)
- 수영하는 미녀 (1944년)
- 자매와 수병 (1944년)
- 데이 갓 위 컨버드 (1943년)
- 두 베리 워즈 어 레이디 (1943년)
- 길 잃은 천사 (1943년)
- 세븐 스윗하트 (1942년)
- 브로드웨이의 연인들 (1941년)
- 컴 리브 위드 미 (1941년)
- 마이 리틀 치카디 (1940년)
- 터너바웃 (1940년)
- 훌라벌루 (1940년)
- 팬텀 라이더스 (1940년)
- 닉 카터, 마스터 디텍티브 (1939년)
- 링컨 (1939년)
- 무법자 제시 제임스 (1939년)
- 역마차 (1939년)
- 리틀 미스 브로드웨이 (1938년)
- 톰 소여의 모험 (1938년)
- 우리 집의 낙원 (1938년) - 포핀스 역
- 뉴욕의 토스트 (1937년)
- 유어 어 스윗하트 (1937년)
- 아티스트 & 모델 (1937년)
- 내 사랑 시카고 (1936년)
- 창공을 달리는 사랑 (1936년)
- 마크 오브 더 뱀파이어 (1935년)
- 피터 이벳슨 (1935년)
- 캡틴 블러드 (1935년)
- 밀고자 (1935년)
- 톱 햇 (1935년)
- 항간의 화제 (1935년)
- 바르바리 해안 (1935년)
- 하이, 넬리! (1934년)
- 메리 위도우 (1934년)
- 캡틴 헤이트 더 씨 (1934년)